# Wiedemar
Wiedemar es un municipio situado en el distrito de Sajonia Septentrional, en el estado federado de Sajonia (Alemania), a una altitud de 115 metros. Su población a finales de 2016 era de unos 5200 habitantes y su densidad poblacional, 56 hab/km².